# Bufadienólido
El bufadienólido es un compuesto químico con estructura de esteroide. Sus derivados se conocen colectivamente como bufadienólidos, incluyendo muchos en la forma de glucósidos bufadienólidos (bufadienólidos que contienen grupos estructurales derivados de azúcares). Estos son un tipo de glucósido cardíaco, siendo el otro el glucósido cardenólido. Ambos bufadienólidos y sus glucósidos son tóxicos; específicamente, pueden causar un bloqueo auriculoventricular, bradicardia (ritmo cardíaco lento), taquicardia ventricular (un tipo de latido del corazón rápido), y posiblemente letal paro cardíaco.

## Etimología
El término deriva del género de sapos Bufo que contiene glucósidos bufadienólidos, el sufijo -adien- que se refiere a los dos dobles enlaces en el anillo de lactona, y el final -ólido que denota la estructura de lactona. En consecuencia, las estructuras relacionadas con sólo un doble enlace se llaman bufenólidos, y la saturada equivalente es bufanólido.

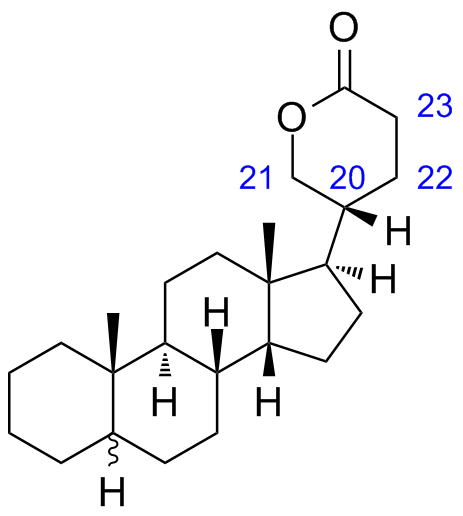

## Clasificación
Según MeSH, bufadienólidos y bufanólidos se clasifican de la siguiente manera:
- Compuestos policíclicos.
  - Esteroides.
    - Cardanólidos.
      - Cardenólidos.
      - Glucósido cardíaco.		
        - Bufanólidos (incluye bufenólidos, bufadienólidos, bufatrienólidos).
          - Proscilaridina.
          - Daigremontianina.

        - Cardenólidos.

Los cardenólidos se han clasificado en cardanólidos así como glucósidos cardíacos en esta clasificación.

## Usos
Los bufadienólidos son venenos que actúan como mecanismos químicos de defensa. Estructuralmente se hallan relacionados con los cardenólidos. La diferencia con esos compuestos es que en el caso de los bufadiénolidos existe un anillo hexagonal insaturado de lactona. Por su impacto fisiológico pueden utilizarse como cardiotónicos.
Los bufadienólidos son, entonces, esteroides cardioactivos cuya eficacia en el tratamiento
de enfermedades cardíacas ya era conocida por los antiguos egipcios. Poseen el núcleo tetracíclico
típico de los esteroides (ciclopentanoperhidrofenantreno) al que se le une un anillo pentadienólido, una estructura química semejante a otros compuestos con actividad biológica, como el ácido ursólico. Se ha demostrado, además, que los bufadienólidos tienen actividad antitumoral.